# Wilhelm Schenner
Wilhelm Schenner (* 20. März 1839 in St. Agatha, Gemeinde Bad Goisern; † 27. September 1913 in Wien) war Organist, Pianist und Musikpädagoge.
Der Sohn des Schullehrers Johann Georg Schenner (1806–1893) war ab 1860 bis etwa 1900 Organist an der evangelisch-reformierten Kirche in Wien. Im Jahr 1862 absolvierte er das Konservatorium der Gesellschaft der Musikfreunde (Klavier bei Josef Dachs). Neben seiner 40-jährigen Lehrtätigkeit als Klavierlehrer am Konservatorium (1864–1904) trat er als Konzertpianist hervor. Zahlreiche Komponisten und Musiker wurden durch seinen Unterricht geprägt, so beispielsweise Guido Adler.
Während der Bruder Julius (1844–1916) Direktor der evangelischen Schule in Wien wurde, war sein Bruder Ferdinand (1846–1910) ebenfalls Organist und Komponist.